# 미켈 헤르소흐
미켈 헤르소흐 헤르소흐(Mikel Herzog Herzog, 1960년 4월 16일 ~ )는 스페인의 가수이다. 유로비전 송 콘테스트 1998에서 스페인 대표로 참가했다. 